# マネキン (映画)
『マネキン』（Mannequin）は1987年のアメリカ合衆国のロマンティック・コメディ映画。1991年には続編の『マネキン2』が製作された。
20世紀フォックス配給のロマンティック・コメディ。多彩なミュージッククリップやダンスシーンが取り入れられた。キム・キャトラルやスターシップのテーマソングもヒットし、主題歌であるスターシップの「愛はとまらない」は1987年4月4日と4月11日の2週連続でビルボードのシングル・チャート Billboard Hot 100 で第1位、年間ランキングで第11位を記録した。

## あらすじ
芸術家志望の青年ジョナサンは、職場でも失敗ばかり繰り返し転職の日々を送っていた。恋人とも上手くいかない失意の彼は、偶然にもかつて自分が製作した最高のマネキンと再会してしまい、ひょんな事から展示されているプリンスデパートに就職してしまう。経営難で陰謀渦巻くプリンスデパート内で、オカマの従業員・ハリウッドと共に悪戦苦闘するジョナサン。
ある夜のこと、作ったマネキンが人間の姿に変わって彼に話しかけてくる。彼女は「マネキンに転生」して時空を旅してきた古代エジプトの女性エミーというらしく、人間の姿になれるのはジョナサンの前だけだという。こうしてジョナサンは誰もいない深夜のデパートでエミーと斬新なショーウインドウの飾り付けをする事で、買収される寸前だったプリンスデパートを復活させてしまう。

## スタッフ
- 製作 アート・レヴィンソン
- 監督 マイケル・ゴットリーブ
- 脚本 エドワード・ルゴフ、マイケル・ゴットリーブ
- 撮影 ティム・サーステッド
- 音楽 アルバート・ハモンド、ダイアン・ウォーレン、シルヴェスター・リヴェイ
- 主題歌 スターシップ「愛はとまらない」（作曲：ダイアン・ウォーレン＆アルバート・ハモンド）
  - 当ミュージックビデオにはハリウッド（メシャック・テイラー）がショー・ウィンドウの装飾を担当する係として出演しており、名場面を作っている。

## キャスト
| 役名           | 俳優                       | 日本語吹替                                                                              |
| 役名           | 俳優                       | テレビ朝日版                                                                            |
| -------------- | -------------------------- | --------------------------------------------------------------------------------------- |
| ジョナサン     | アンドリュー・マッカーシー | 宮本充                                                                                  |
| エミー         | キム・キャトラル           | 島本須美                                                                                |
| ハリウッド     | メシャック・テイラー       | 増岡弘                                                                                  |
| ティムキン社長 | エステル・ゲティ           | 京田尚子                                                                                |
| ロクシー       | キャロル・デイビス         | 勝生真沙子                                                                              |
| アマンド       | クリストファー・メイハー   | 石塚運昇                                                                                |
| フェリックス   | G・W・ベイリー             | 八奈見乗児                                                                              |
| リチャーズ     | ジェームズ・スペイダー     | 堀内賢雄                                                                                |
| B.J.           | スティーブン・ビノビッチ   | 堀勝之祐                                                                                |
| その他         |                            | 一城みゆ希 峰恵研 稲葉実 広瀬正志 星野充昭 北村弘一 牧野和子 有馬瑞香 種田文子 小野健一 |
|                |                            |                                                                                         |
| 演出           |                            | 向山宏志                                                                                |
| 翻訳           |                            | たかしまちせこ                                                                          |
| 調整           |                            | 荒井孝                                                                                  |
| 効果           |                            | リレーション                                                                            |
| 制作           |                            | 東北新社                                                                                |
| 初回放送       |                            | 1993年6月6日 『日曜洋画劇場』                                                           |

## ソフトリリース
日本では1990年11月22日にVHSがワーナー・ホーム・ビデオからリリースされ、2004年5月28日にDVDが20世紀フォックス ホーム エンターテイメント ジャパンから発売された。その後、DVDが生産中止になり長らく再発はされなかったが2019年4月24日に新盤DVDとブルーレイが日本語吹替を収録して発売された。

## 受賞歴

### アカデミー賞
- 「愛はとまらない」- 第60回アカデミー賞（ノミネート）

### ゴールデングローブ賞
- 「愛はとまらない」- 第46回ゴールデングローブ賞（ノミネート）

### グラミー賞
- 「愛はとまらない」（ノミネート）

## ロケ地
- en:Wanamaker's - 舞台となったデパート
- フィラデルフィア美術館